# One Bourbon, One Scotch, One Beer
One Bourbon, One Scotch, One Beer ist ein vielfach interpretierter Bluessong. Er wurde 1953 von Rudy Toombs für Amos Milburn geschrieben, dessen Singleveröffentlichung Platz 2 der US-amerikanischen Billboard-R&B-Charts erreichte. Das Stück gewann an Popularität unter anderem in Versionen von John Lee Hooker (1966, auf dem Album: „The Real Folk Blues“) und George Thorogood (1977, auf dem Album: „George Thorogood and the Destroyers“). 
Im Songtext wird der Barkeeper ermahnt, die Getränke zu bringen, die der Sänger bestellt hat. In Thorogoods Version wird „One Bourbon, One Scotch, One Beer“ mit Hookers „House Rent Boogie“ verbunden und schildert, warum er überhaupt in der Bar sitzt: Der Sänger hat seinen Job und seine Wohnung verloren und will sich mit den bestellten Getränken trösten.

## Aufnahmen
- Amos Milburn (1953)
- Thurston Harris (1960)
- John Lee Hooker (1966)
- The Casey Sisters And The Salt Flat Stompers
- George Thorogood & The Destroyers (1977)
- Champion Jack Dupree (Live at Rockpalast - Cologne 1980, erschienen 2017)
- Swing Cats (2006)
- John Lee Hooker junior (2004)
- Zakiya Hooker (John Lee Hookers Tochter)

## Textversionen
- Version von Amos Milburn
- Version von John Lee Hooker
- Version von George Thorogood